# Kees Rijvers
 (octobre 2018).
Si vous disposez d'ouvrages ou d'articles de référence ou si vous connaissez des sites web de qualité traitant du thème abordé ici, merci de compléter l'article en donnant les références utiles à sa vérifiabilité et en les liant à la section « Notes et références ».
Kees Rijvers, parfois écrit Kees Rijveers, est un footballeur néerlandais né le 27 mai 1926 à Princenhage (aujourd'hui intégrée à Bréda) et mort le 4 mars 2024, reconverti en  entraîneur.

## Biographie
Lors de son arrivée à l'AS Saint-Étienne en 1951, à la surprise de tous, Kees Rijvers apporte une malle, contenant près de 100 kilogrammes de crampons vissés. Cet accessoire était inconnu en France.

## Palmarès de footballeur
- Champion de France (1) : 1957 (AS Saint-Étienne)
- Coupe de France (1) : 1962 (AS Saint-Étienne)
- Challenge des champions (1) : 1957 (AS Saint-Étienne)

## Carrière d'entraîneur
- 1966-1972 :  FC Twente
- 1972-déc. 1979 :  PSV Eindhoven
- jan. 1980-mars 1981 :  K Beringen FC
- mars 1981-oct. 1984 :  Pays-Bas (sélectionneur)
- nov. 1994-déc. 1994 :  PSV Eindhoven

## Palmarès d'entraîneur
- Champion des Pays-Bas (3) : 1975, 1976 et 1978 (PSV Eindhoven)
- Coupe UEFA (1) : 1978 (PSV Eindhoven)